# Arvo Aalto

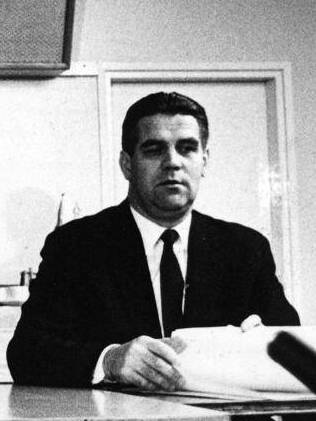
Arvo Aalto (1970)

Arvo Aulis Aalto (* 13. Juli 1932 in Rovaniemi; † 28. April 2025) war ein finnischer Politiker. Er war von 1969 bis 1984 Generalsekretär der Kommunistischen Partei Finnlands und von 1984 bis 1988 Vorsitzender der Partei. Von 1977 bis 1981 war er finnischer Arbeitsminister.

## Leben
Aalto, Sohn eines Steinmetzes und einer Näherin, erlernte nach der Schulzeit das Maurerhandwerk. Von 1947 bis 1955 war er in seinem Beruf tätig. 1952 schloss er sich der Kommunistischen Partei Finnlands (Suomen kommunistinen puolue, SKP) an. 1955/56 bildete er sich vor allem in Wirtschaftsfragen am Sirola-Institut, der SKP-Parteischule, fort. Anschließend war er bis 1959 als Wirtschaftssekretär der Parteiorganisation in Lappland tätig. Zwischen 1960 und 1964 war er einer der SKP-Bezirkssekretäre für Rovaniemi. Während seines Auslandsaufenthaltes 1961/62, unter anderem in Moskau, ruhte seine Funktion. Von 1965 bis 1969 war er Erster Sekretär der SKP-Kreisleitung Rovaniemi. Aalto gehörte dem eurokommunistischen Mehrheitsflügel der Partei an. 1969 wurde er zum Generalsekretär der Partei gewählt. Er galt als enger Vertrauter des Parteivorsitzenden Aarne Saarinen.
Vom 15. Mai 1977 bis zum 23. März 1981 war Aalto Arbeitsminister, zunächst im Kabinett Sorsa, anschließend im Kabinett Koivisto. Er gab sein Ressort an Jouko Kajanoja, SKP-Parteivorsitzender von 1982 bis 1984, ab. Im Mai 1984 wurde Aalto auf dem XX. Parteitag zum Parteivorsitzenden gewählt. Dieses Amt hatte er bis zu seinem Rücktritt am 23. Mai 1988 inne. In seiner Zeit als Parteivorsitzender spaltete sich 1985/86 der orthodoxe, moskautreue Parteiflügel um Taisto Sinisalo von der SKP ab.
Im Jahr 1988 veröffentlichte Aalto seine Autobiographie Elämäni miljoonat.